# العلم الأوسط
العلم الأوسط علم بأحوال ما يفتقر إلى المادة المخصوصة في الوجود الخارجي دون التعقل كالكرة فإنها غير محتاجة إلى المادة المخصوصة في التعقل أو يمكن تعقلها سواء كانت من ذهب أو فضة أو خشب أو حجر أو مدر بخلاف الجسم الطبيعي فإن تعقل الإنسان محتاج إلى أن يكون صورته من عظم ولحم. وهو العلم المنسوب إلى بطليموس وإنما كان أوسط لتنزهه عن المادة بوجه وهو التعقل دون وجه لاحتياجه إليها في الخارج ويسمى بالعلم الرياضي والتعليمي. وإنما سمي بالرياضي لرياضة النفوس بهذا العلم إذ الحكماء كانوا يفتتحون به في التعليم وسمي بالتعليمي لتعليمهم به أولا ولأنه يبحث فيه عن الجسم التعليمي.